# Ralph of Cornhill
Ralph of Cornhill († zwischen 29. September 1199 und 29. September 1200) war ein englischer Beamter, der als Sheriff von Kent und Surrey diente.

## Leben
Ralph of Cornhill war ein jüngerer Sohn des Londoner Kaufmanns Gervase of Cornhill, der im Dienst der angevinischen Könige als Beamter Karriere gemacht hatte. Sein Vater starb 1184, worauf Ralphs älterer Bruder Henry of Cornhill den Grundbesitz des Vaters erbte. Als Henry als Unterstützer des gestürzten Kanzlers William Longchamp 1191 seine Ämter verlor, zahlten Ralph und sein Bruder Reginald 100 Mark, worauf sie bis zur Rückkehr von König Richard Löwenherz vom Kreuzzug die Ämter ihres Bruders ausüben durften. Ralph diente daraufhin bis 1192 als High Sheriff of Kent und bis 1194 als Sheriff von Surrey. Sein Nachfolger als Sheriff von Kent wurde sein Bruder Reginald.
Ralph hatte um 1191 Alice, die Tochter und Erbin von Robert of Hastings, Lord of Little Easton in Essex geheiratet. Er starb zwischen Michaelis 1199 und Michaelis 1200.